# Neuroetologi
Neuroetologi är läran om djurs beteende, etologi, utifrån dess grundläggande mekanistiska kontroll från nervsystemet ur ett evolutionärt och jämförande tillvägagångssätt.